# Cheese Mites, or Lilliputians in a London Restaurant
Cheese Mites, or Lilliputians in a London Restaurant je britský němý film z roku 1901. Režisérem je Walter R. Booth (1869–1938). Film trvá zhruba jednu minutu a premiéru měl v srpnu 1901. Film obsahuje odkaz na satirický román Jonathana Swifta Gulliverovy cesty (1726).

## Děj
Kníratý zákazník si v restauraci objedná sklenici piva. Číšník ji přinese a zákazník se z ní napije. Na sklenici se pak objeví malý mužíček, který začne běhat po stole. Kníratý muž se nejdříve podiví, ale když se objeví další dva človíčci, kteří se třetím způsobují na stole zmatek, kníratý muž se při pohledu na ně dá do silného smíchu.